# Сю Ліцзюань
Сю Ліцзюань (26 жовтня 1957) — китайська баскетболістка.
Учасниця Олімпійських Ігор 1984 року.